# Ostrów (zniesiona osada leśna)
Ostrów – zniesiona osada leśna w Polsce, położona w województwie lubuskim, w powiecie sulęcińskim, w gminie Sulęcin.
W latach 1975–1998 miejscowość położona była w województwie gorzowskim.
Nazwę zniesiono z 2023 r.